# Nokia Booklet 3G

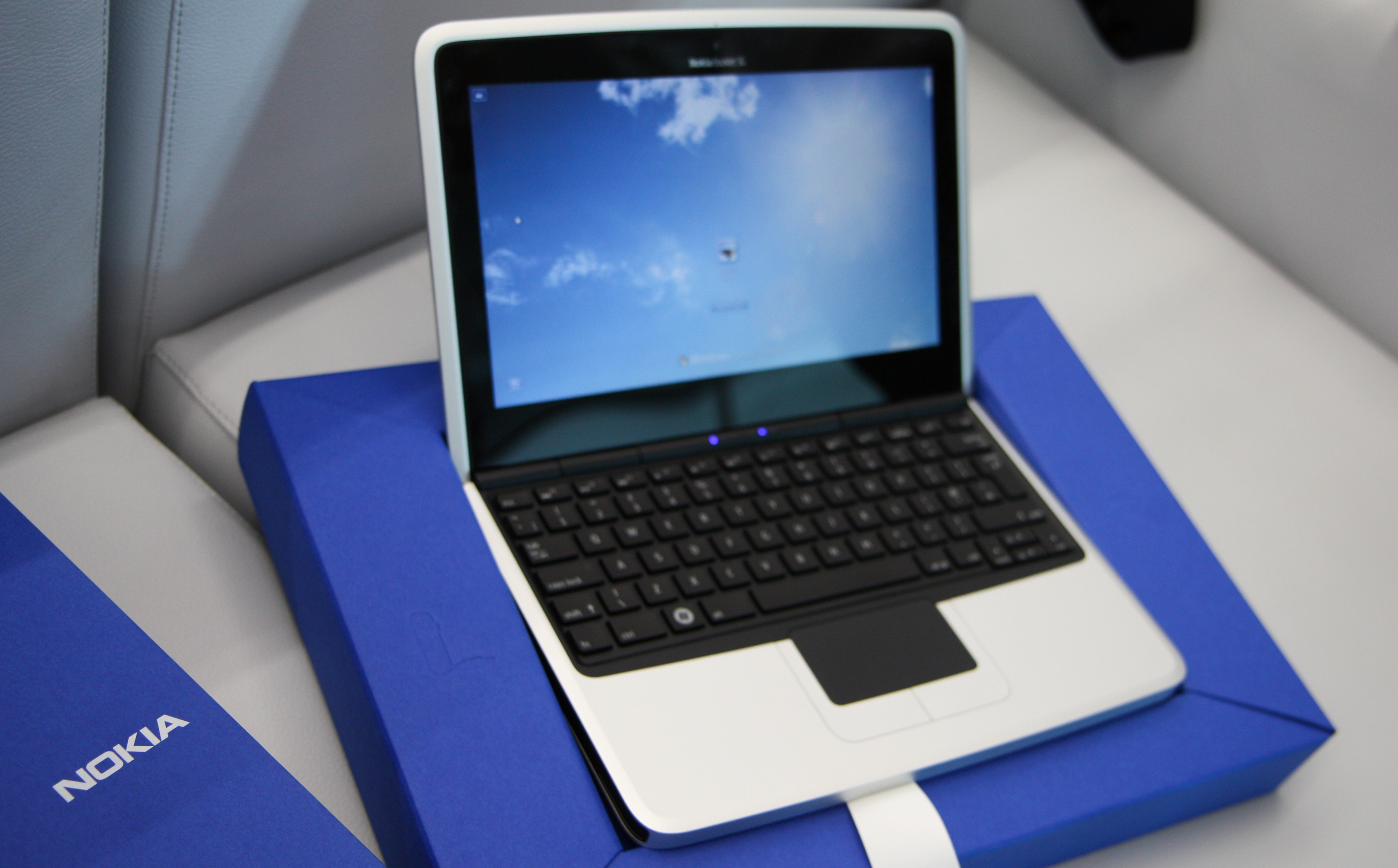
Nokia Booklet 3G

Nokia Booklet 3G é um netbook anunciado pela empresa finlandesa Nokia em 24 de agosto e formalmente apresentado em 2 de setembro durante a conferência Nokia World. Embora tenha algumas características já apresentadas por netbooks que já se encontram no mercado, como tela de 10.1 polegadas e processador Intel Atom Z530, apresenta novidades como o uso do sistema operacional Windows 7 e baterias originais que permitem o uso por até 12 horas.